# Coeloptychium
Coeloptychium es un género extinto de esponjas marinas de la familia Coeloptychidae. Fue descrito por Goldfuss en 1826.

## Especies
- Coeloptychium agaricoides Goldfuss, 1826
- Coeloptychium deciminum Roemer, 1841
- Coeloptychium incisum Roemer, 1841
- Coeloptychium princeps Roemer, 1861
- Coeloptychium rude Zittel, 1876
- Coeloptychium seebachi Zittel, 1876
- Coeloptychium subagaricoides Sinov, 1871
- Coeloptychium sulciferum Roemer, 1841